# Damiano Caruso
Damiano Caruso (* 12. října 1987) je italský profesionální silniční cyklista jezdící za UCI WorldTeam Team Bahrain Victorious. Zúčastnil se silničního závodu na Letních olympijských hrách 2020.

## Kariéra
V roce 2008 se Caruso stal národním šampionem v silničním závodu do 23 let. V roce 2009 se stal profesionálem za tým LPR Brakes–Farnese Vini. Po sezóně 2010 strávené v týmu De Rosa–Stac Plastic se v roce 2011 připojil k týmu Liquigas–Cannondale. V říjnu 2011 navrhl Italský národní olympijský výbor dvouletý zákaz závodění pro Carusa kvůli dopingovému přestupku z roku 2007, který by zpětně začal v prosinci 2010. Nakonec Caruso dostal v únoru 2012 zpětný zákaz závodění na 1 rok, díky čemuž mohl dále pokračovat v závodění, ale všechny jeho výsledky z roku 2011 byly vymazány. Caruso se stal lídrem soutěže mladých jezdců na Giru d'Italia 2012 poté, co dosavadní lídr Peter Stetina ztratil čas v osmé etapě.
V srpnu 2014 podepsal Caruso víceletý kontrakt s UCI WorldTeamem BMC Racing Team od sezóny 2015. V září 2014 získal Caruso umístění mezi deseti nejlepšími na Vueltě a España; dojel na devátém místě v celkovém pořadí. Hned následující rok dojel celkově 8. na Giru d'Italia. Caruso se zúčastnil Tour de France 2015 a od té doby se zúčastnil každého následujícího ročníku.
V srpnu 2018 oznámil tým Bahrain–Merida, že s nimi Caruso podepsal dvouletý kontrakt od začátku sezóny 2019 s cílem být domestikem na Grand Tours a získat šanci být lídrem na kratších etapových závodech. Na Giru d'Italia 2019 se Caruso umístil na 23. místě celkově jako pomocník Vincenza Nibaliho, který se umístil na celkovém 2. místě. Skvělý výsledek zaznamenal i na Tour de France 2020, kde dojel na celkovém 10. místě jako pomocník Mikela Landy, který dojel na 4. místě. Caruso se tak poprvé v kariéře dostal mezi 10 nejlepších závodníků Tour de France.
Do Gira d'Italia 2021 Caruso znovu vstupoval jako domestik Mikela Landy, jenž byl ve velmi dobré formě a byl považován za jednoho z favoritů pro celkové vítězství. Landa se však připletl do závažné nehody v 5. etapě a kvůli následkům zranění byl donucen opustit závod. Novým lídrem týmu se tak stal právě Caruso, jenž se v průběhu 2. týdnu ocitl na průběžném 3. místě v celkovém pořadí, tedy v moment, kdy většina horských etap teprve čekala na závodníky. Caruso se dokázal držet s ostatními kandidáty na vítězství a často se dostat i před ně. Pouze Egan Bernal byl schopen ujet Carusovi a začátkem 3. týdne byl Caruso na průběžném 2. místě, tedy na virtuálním pódiu. V poslední horské etapě Caruso zaútočil a společně s Romainem Bardetem se dostali na závěrečný kopec na vedoucí pozici. Carusovi se podařilo odpárat Bardeta a dojel si pro vítězství ve 20. etapě. Díky tomuto vítězství si upevnil svou poziciv celkovém pořadí a v následující etapě, závěrečné časovce, si dojel pro své první pódiové umístění na akcích Grand Tours, minutu a půl za Bernalem.

## Hlavní výsledky
2005
Tre Ciclista Bresciana Junior
 celkový vítěz
vítěz 2. etapy
Giro della Lunigiana
5. místo celkově
2007
Giro della Toscana
4. místo celkově
 vítěz soutěže mladých jezdců
8. místo Trofeo Gianfranco Bianchin
9. místo Trofeo Banca Popolare di Vicenza
2008
Národní šampionát
 vítěz silničního závodu do 23 let
3. místo Gran Premio Industria e Commercio Artigianato Carnaghese
3. místo Gran Premio Città di Camaiore
6. místo Giro del Canavese
Tour de l'Avenir
9. místo celkově
9. místo Trofeo Banca Popolare di Vicenza
Mistrovství světa
10. místo silniční závod do 23 let
2009
Giro Delle Pesche Nettarine Di Romagna
 celkový vítěz
vítěz 5. etapy
vítěz Trofeo Comune di Cafasse
Giro Ciclistico d'Italia
vítěz 2. etapy
4. místo Trofeo Banca Popolare di Vicenza
Mistrovství světa
10. místo silniční závod do 23 let
2010
Giro di Sardegna
5. místo celkově
5. místo Giro dell'Appennino
Brixia Tour
7. místo celkově
Settimana Internazionale di Coppi e Bartali
7. místo celkově
Giro del Trentino
10. místo celkově
2011
Odebrané výsledky od 6. října 2010 do 5. října 2011
Giro della Provincia di Reggio Calabria
4. místo celkově
6. místo Gran Premio Città di Camaiore
7. místo Japan Cup
2012
Tour of Britain
2. místo celkově
8. místo GP Miguel Indurain
8. místo Gran Premio Nobili Rubinetterie
9. místo Giro della Toscana
2013
Tour of Beijing
 vítěz vrchařské soutěže
Settimana Internazionale di Coppi e Bartali
vítěz 5. etapy
Tour of Alberta
3. místo celkově
2014
Kolem Rakouska
3. místo celkově
Settimana Internazionale di Coppi e Bartali
5. místo celkově
5. místo Tre Valli Varesine
Kolem Slovinska
6. místo celkově
Vuelta a España
9. místo celkově
2015
Tour de France
vítěz 9. etapy (TTT)
Giro d'Italia
8. místo celkově
9. místo Classic Sud-Ardèche
2016
Vuelta a Andalucía
 vítěz vrchařské soutěže
Tirreno–Adriatico
vítěz 1. etapy (TTT)
Národní šampionát
4. místo silniční závod
Tour des Fjords
5. místo celkově
2017
Vuelta a España
vítěz 1. etapy (TTT)
Tirreno–Adriatico
vítěz 1. etapy (TTT)
Tour de Suisse
2. místo celkově
Národní šampionát
4. místo silniční závod
Tour du Haut Var
4. místo celkově
Tour de La Provence
9. místo celkově
2018
Tour de France
vítěz 3. etapy (TTT)
Tirreno–Adriatico
2. místo celkově
vítěz 1. etapy (TTT)
Mistrovství světa
 3. místo týmová časovka
Critérium du Dauphiné
5. místo celkově
Deutschland Tour
5. místo celkově
2019
9. místo Tre Valli Varesine
2020
vítěz Circuito de Getxo
Mistrovství světa
10. místo silniční závod
Tour de France
10. místo celkově
2021
Giro d'Italia
2. místo celkově
vítěz 20. etapy
Vuelta a España
vítěz 9. etapy
lídr  po etepách 9 – 13
UAE Tour
7. místo celkově
Tour de Romandie
9. místo celkově
2022
Giro di Sicilia
 celkový vítěz
 vítěz bodovací soutěže
vítěz etap 2 a 4
Critérium du Dauphiné
4. místo celkově
Tour de Romandie
6. místo celkově
Tirreno–Adriatico
7. místo celkově
2023
Tour de Romandie
3. místo celkově
Giro d'Italia
4. místo celkově
Vuelta a Andalucía
7. místo celkově
Giro di Sicilia
10. místo celkově
Vuelta a España
 cena bojovnosti po 3. etapě

### Výsledky na etapových závodech
| Výsledky na Grand Tours        |      |      |      |      |      |      |      |      |      |      |      |      |      |      |
| Grand Tour                     | 2011 | 2012 | 2013 | 2014 | 2015 | 2016 | 2017 | 2018 | 2019 | 2020 | 2021 | 2022 | 2023 | 2024 |
| Giro d'Italia                  | —    | 24   | 19   | —    | 8    | —    | —    | —    | 23   | —    | 2    | —    | 4    | 17   |
| Tour de France                 | —    | —    | —    | —    | 53   | 22   | 11   | 20   | 58   | 10   | —    | DNF  | —    | —    |
| Vuelta a España                | 74   | —    | —    | 9    | —    | —    | 109  | —    | —    | —    | 17   | —    | 19   | DNF  |
| Výsledky na etapových závodech |      |      |      |      |      |      |      |      |      |      |      |      |      |      |
| Závod                          | 2011 | 2012 | 2013 | 2014 | 2015 | 2016 | 2017 | 2018 | 2019 | 2020 | 2021 | 2022 | 2023 | 2024 |
| Paříž–Nice                     | —    | —    | —    | 14   | —    | —    | —    | —    | —    | DNF  | —    | —    | —    |      |
| Tirreno–Adriatico              | 21   | —    | 19   | —    | 14   | 11   | 12   | 2    | DNF  | —    | 37   | 7    | 14   |      |
| Volta a Catalunya              | —    | —    | —    | —    | —    | —    | —    | —    | 19   | NS   | —    | —    | —    |      |
| Kolem Baskicka                 | 36   | 56   | —    | 35   | —    | 56   | 73   | 67   | —    | NS   | —    | —    | —    |      |
| / Tour de Romandie             | —    | —    | —    | 84   | 27   | 13   | —    | —    | —    | NS   | 9    | 6    | 3    |      |
| Critérium du Dauphiné          | —    | —    | —    | DNF  | —    | 21   | —    | 5    | —    | 29   | —    | 4    | —    |      |
| Tour de Suisse                 | 51   | —    | 67   | —    | —    | —    | 2    | —    | —    | NS   | —    | —    | —    |      |

| —   | Nezúčastnil se |
| DNF | Nedokončil     |